# A Mulher de Trinta Anos
La Femme de trente ans  é um romance do autor francês Honoré de Balzac em seis partes, escrito entre 1829 e 1842. O livro é classificado nas Cenas da vida privada em La comédie humaine ("A comédia humana"). A história de sua publicação é difícil de reconstituir, uma vez que Balzac não parou de retocar o texto, dividindo-o em fragmentos publicados de forma dispersa, acrescentando-lhes capítulos, antes de reunir o conjunto sob o seu título definitivo em 1842, para a edição Furne. Segundo Paulo Rónai, "esse conjunto de seis episódios disparatados, mal reunidos entre si e rematados por uma conclusão melodramática, é mais apropriado a enfastiar o leitor do que a fazê-lo procurar outras obras do romancista."

## Estrutura
O romance é constituído por seis partes: 
1. Primeiros erros: o fracasso do casamento entre os primos Julie (Júlia na edição brasileira organizada por Paulo Rónai) e Victor d'Aiglemont (Vítor) e o romance entre Júlia e Lorde Arthur (Artur) Grenville;
2. Sofrimentos desconhecidos: o luto de Júlia por causa da morte de Artur;
3. Aos trinta anos: encontro entre Júlia e Charles (Carlos) de Vandenesse;
4. O dedo de Deus: a morte do pequeno Charles (Carlos) d'Aiglemont empurrado por sua irmã Helena;
5. Os dois encontros: a fuga de Helena com um aventureiro;
6. A velhice de uma mãe culpada: a morte de Júlia.

## Enredo
1. Primeiros erros: Contra os conselhos do pai, Júlia se deslumbra pelo primo, coronel do exército de Napoleão, Vítor d'Aiglemont e o desposa, mas logo se desilude e apaixona-se pelo jovem nobre inglês Lorde Artur Grenville. Nasce Helena, filha de Júlia e Vítor. Artur convence Vítor de que conseguirá curar Júlia de sua melancolia, mas esta, temendo assumir sua paixão pelo inglês, combina de se afastarem, e ele promete voltar à Inglaterra. Tempos depois, Júlia fica sabendo que Artur permanecera em Paris, está à beira da morte e quer se despedir de seu verdadeiro amor. Artur a visita, mas nesse meio-tempo Vítor retorna de uma viagem cancelada, o inglês se esconde no peitoril da janela e morre de frio.
2. Sofrimentos desconhecidos: Deprimida, Júlia retira-se para um castelo no interior da França, com a filha Helena, mas sem o marido. O cura da aldeia tenta animá-la, com sucesso limitado.
3. Aos trinta anos: Júlia, agora na "bela idade de trinta anos, ápice poético da vida das mulheres",[2] conhece Carlos de Vandenesse, que se apaixona por ela e, por isso, cancela uma viagem programada. "Uma mulher de trinta anos tem atrativos irresistíveis para um rapaz; e nada mais natural, mais fortemente urdido e mais bem preestabelecido que os laços profundos, de que a sociedade nos oferece tantos exemplos, entre uma mulher como a marquesa e um rapaz como Vandenesse."[3] Numa tarde em que contemplavam o pôr-do-sol, Carlos dá um "casto e modesto beijo" na face de Júlia.
4. O dedo de Deus: Aqui Balzac introduz um narrador em primeira pessoa que testemunha um passeio de Carlos de Vandenesse e Júlia com sua filha Helena e seu filho (legítimo ou ilegítimo, eis a questão?) Carlos. Depois que o amante se despede, num momento de desatenção da mãe, Helena empurra o pequeno Carlos para dentro de um rio, onde este morre afogado.
5. Os dois encontros: Júlia e Vítor, agora mais velhos, estão na casa de campo em Versalhes com os filhos (Helena e dois novos irmãos, Abel e Moína). Os criados se ausentaram para as núpcias de um deles. Alguém bate à porta, o marquês vai ver quem é e depara com um fugitivo da justiça, a quem dá abrigo, e com quem Helena, num lance folhetinesco, acaba partindo, abandonando a família. Vítor perde a fortuna, parte em viagem para recuperá-la e seis anos depois retorna, rico, num brigue espanhol. São abordados por piratas, que roubam tudo, e põem a pique o brigue. Acontece que a mulher do pirata é nada menos que... Helena! Graças a esse acaso a fortuna e vida de Vítor são poupadas, mas ele morre esgotado de fadiga depois. Numa viagem aos Pirenéus Júlia depara-se com Helena, que escapara de um naufrágio, agonizante.
6. A velhice de uma mãe culpada: Júlia, agora com cerca de cinquenta anos, sofre com a indiferença da filha Moína (agora casada e condessa), e acaba morrendo.

## Mulher balzaquiana
Balzaquiano entrou para o português não só como "algo relativo à obra de Balzac", mas também como um adjetivo para qualificar pessoas com mais de trinta anos, especialmente na forma feminina uma balzaquiana. Isso se deve justamente a esse romance, um dos mais populares do autor.